# The Legend of Zelda: The Wind Waker
The Legend of Zelda: The Wind Waker (ゼルダの伝説 風のタクト?, Zeruda no Densetsu: Kaze no Takuto, lett. "La leggenda di Zelda: la bacchetta del vento") è il primo videogioco della saga The Legend of Zelda pubblicato per Nintendo GameCube nel 2002 dalla Nintendo.
L'avventura si svolge su quarantanove isole da visitare più un mondo sommerso, con molteplici condizioni ambientali. Il titolo eredita molte delle caratteristiche (sia dal punto di vista della giocabilità, sia della storia, sia dello stile di gioco) da Ocarina of Time, ma questa volta con una grafica in stile "cel-shading" che rende l'aspetto generale un po' più "cartoonesco".

## Trama
Il gioco comincia narrando le vicende avvenute in Ocarina of Time su una vecchia e logora pergamena: si spiega come Link, l'Eroe del Tempo, abbia salvato Hyrule dal malvagio Ganondorf, rimasto vittima del Sigillo dei Sette Saggi. Tuttavia, dopo mille anni, il Re del Male, dalla sua prigionia, riesce a mandare orde di mostri sulle terre di Hyrule, mettendo di nuovo in pericolo il pacifico regno: questa volta, però, nonostante le suppliche degli abitanti, l'Eroe del Tempo non si mostra, e alla fine le divinità, con una specie di Diluvio Universale, decidono di far sprofondare il reame sott'acqua. Il re, Dafnes Nohansen Hyrule, cercò di acquietare le divinità, invano: come risultato, del regno rimangono solo alcune piccole isole. Passano altri 1000 anni, Link, poco più che bambino, vive su una piccola isola pacifica (Isola Primula). Nel giorno del suo dodicesimo compleanno, giorno in cui, secondo la tradizione, avrebbe dovuto indossare la tunica verde dell'Eroe del Tempo, sua sorella Aril viene rapita da un enorme volatile. Deciso a salvare la sorella, Link si unisce a una banda di pirati, guidati da Dazel (che nella versione giapponese è chiamata Tetra). Trovato il nido del volatile dentro la Fortezza dei Demoni che ora è piena di mostri guidati da Ganondorf. Link viene catturato dal volatile stesso, portato al cospetto di Ganondorf, e gettato lontano nel mare aperto. Quando si risveglia, Link è sopra una barca rossa parlante dalla testa di drago, Re Drakar (赤獅子の王 in originale, ovvero "Re dei Leoni Rossi"). Con l'aiuto di Re Drakar e del Wind Waker, una bacchetta bianca che ha il potere di comandare il vento e che letteralmente significa Risvegliatore dei venti, Link dovrà attraversare il Grande Mare e esplorare una miriade di isole e sotterranei, affrontare i boss e gli enigmi caratteristici di questa saga. Il gioco è ricco di missioni secondarie parallele alla storia principale. Come in tutte le altre avventure della saga sono presenti, oltre a Link, la principessa Zelda e Ganondorf, ovvero l'antagonista di Link.
Una volta ricevuto la Bacchetta del Vento, Link si avventura nell'Isola del Drago abitata dai Falchi Viaggiatori, i quali venerano lo spirito Valoo, un grosso e paffuto drago dall'espressione un po' beona che è tormentato da una misteriosa creatura. Link raggiungerà la cima della montagna per scoprire che il tormento di Valoo proviene dalla stanza sottostante dove si trova Gohma, il primo boss. Una volta sconfitto gli verrà donata la perla di Din, la prima di tre perle ricordanti solo per "sostanza" alle tre gemme di Ocarina of Time. La seconda perla è quella di Farore, in possesso del Grande Albero Deku, che necessita del Korogu perdutosi, per dare il via al rituale che invocherà la perla stessa, e per salvare questo Korogu, il Grande Albero dona a Link una Foglia Deku intrisa di potere magico cosicché possa planare. Il Korogu di nome Macorè è entrato nel Bosco Proibito, simile esternamente al santuario della foresta di Twilight Princess, dove Kardemos, un mostro dalle sembianze di una gigantesca pianta carnivora, lo mangia e Link, per liberarlo, dovrà metterlo K.O. con il Boomerang trovato all'interno di questo dungeon. Una volta salvato Macorè ed entrato in possesso della seconda perla, Link si dirige verso l'Arcipelago della Manta, il luogo dove vive Jabun, lo spirito pesce che ricorda il Lord Jabu Jabu di Ocarina of Time, solo per scoprire che è stata distrutta dai mostri di Ganon e Jabun è dovuto scappare in una grotta dietro l'Isola Primula.
Una volta visitato Jabun, Link entra in possesso della terza perla, quella di Nayru, dopodiché grazie a esse Link fa sorgere nel bel mezzo del mare la Torre degli Spiriti, dove dovrà affrontare Kuznar l'Arbitro per poter entrare in possesso del potere per poter sconfiggere Ganondorf. Battuto il terzo boss, Link entra in possesso della Spada Suprema e corre ad affrontare Ganon, ma una volta raggiunta la Fortezza dei Demoni (luogo di residenza di Ganondorf) dove affronterà prima Spettro Ganon e poi ucciderà re Elmaroc stesso, Link scopre che togliendo la spada dal suo piedistallo ha ridato a Ganon i suoi poteri mentre nel corso degli anni la Spada Suprema ha perso i suoi.
Salvato da Valoo che lo porta in salvo dalla Torre degli Spiriti Link entra nel castello subacqueo di Hyrule e scopre da Dafnes Nohansen Hyrule, ancora vivo dopo il cataclisma, che Dazel è in realtà Zelda e che dovrà visitare i Santuari del Vento e della Terra per infondere nuovi poteri alla spada, dato che Ganondorf aveva ucciso i due saggi che davano alla spada i suoi poteri, ossia Laruto la Zora e Fado il Kokiri, e ha mandato lì due delle sue creature a intralciare il ragazzo, che deve portare i loro discendenti ai rispettivi Santuari in modo che possano ripristinare il potere della Spada suprema.
Nel caso del Santuario del Vento, Link, accompagnando Makorè, si trova ad affrontare Gayla, un enorme verme che vive nella sabbia, mentre per il secondo Link scorta il Falco Viaggiatore Famiré e avrà un faccia a faccia con Jay-Harla, un enorme spettro.
Una volta affrontati entrambi Link scopre che Ganondorf si è trasferito a Hyrule, nel suo castello sottomarino e che ha rapito Zelda, Link affronterà, poi, una seconda volta Spettro Ganon per guadagnare le Frecce di Luce e poi un enorme marionetta chiamata Puppet Ganon, infine affronterà Ganondorf stesso. Purtroppo il re del male li mette fuori combattimento e richiama la Triforza, quando poi interviene Dafnes Nohansen Hyrule, che esprime il desiderio di far affondare Hyrule per sempre. Facendo questo, il re lo distrae involontariamente, dando un'ultima possibilità ai due di sconfiggerlo: alla fine riescono nell'intento quando Link impala la Spada Suprema nella testa di Ganondorf, uccidendolo e trasformandolo in pietra. Hyrule sta per essere sommersa: Link e Zelda vengono mandati in superficie da Dafnes Nohansen, che chiede loro di trovare una nuova terra dove fonderanno il nuovo regno di Hyrule, ma rinuncia a seguirli e si lascia annegare.
Il gioco si conclude con Link e Dazel che riemergono dalle acque e che salgono sulla nave della ragazza per cercare nuove terre da abitare.

## Modalità di gioco

Link usa la foglia Deku

Lo schema di controllo di Wind Waker non è molto diverso da quello di Ocarina of Time e Majora's Mask. Le azioni base di camminare, correre, attaccare, difendersi e saltare automaticamente dai bordi sono state usate anche per questo episodio. Inoltre Link usa il sistema di controllo introdotto in Ocarina of Time che gli permette di "agganciarsi" a un nemico o a un altro oggetto. Quando Link è "agganciato" a un nemico e non si sta difendendo con lo scudo, alcuni attacchi nemici verranno avvisati da un indizio visivo, un indizio sonoro e da una vibrazione del controller. Attaccando in quel momento, Link evita o para e poi contrattacca da dietro l'avversario o balzando sopra la sua testa e colpendolo con la spada. Questa tecnica è molto importante quando si combattono nemici con armature o i boss.
Il nuovo stile artistico usato in Wind Waker fa avere a Link occhi molto più grandi ed espressivi rispetto ai giochi precedenti. Questo permette a Link di concentrare lo sguardo sui nemici che incombono o su oggetti importanti. Per esempio, se a Link serve accendere una torcia con la quale bruciare un oggetto lontano per risolvere un rompicapo, i suoi occhi si posano su un bastone vicino, dando un suggerimento al giocatore su come procedere.
Come in tutti gli Zelda, Wind Waker presenta diverse zone piene di mostri, al chiuso e spesso sotto terra. Link combatte i nemici, colleziona oggetti, e risolve rompicapi per procedere nei dungeon, combattendo un boss alla fine. Per completare un dungeon, Link usa soprattutto la spada e lo scudo. Altre armi usate di solito da Link sono l'arco con le frecce, un boomerang, bombe, e un rampino. Alcune armi dei nemici possono essere prese e usate, il che è un elemento di novità nella serie.
Durante il gioco, grazie alla Bacchetta del Vento, si possono eseguire delle melodie; alcune sono fondamentali per il proseguimento del gioco, altre sono opzionali. Le melodie possono essere in 3/4 (con tre note) 4/4 (con quattro note) e in 6/4 (con sei note).
Wind Waker, come molti altri episodi di Zelda, contiene molte side-quest, come la Galleria Nintendo. Quando Link è nell'Arcipelago dei Boschi, può usare una Foglia Deku per planare su un'isola cilindrica con una caverna dentro, dove c'è Miniato e la sua galleria. Una volta che Link ottiene l'Immaginografo Sp (una macchina fotografica a colori), può fotografare i personaggi non giocanti e i nemici. Le foto serviranno da modello a Miniato per creare delle statuine. Ci sono 134 statuine in totale da collezionare, ma Link può tenere solo tre foto per volta.
Dopo avere completato il gioco, il giocatore può rigiocarlo con piccole modifiche: Link inizia l'avventura avendo già la macchina fotografica, rendendo possibile il completamento della Galleria Nintendo; Aril indossa un vestito marrone con i teschi datole dai pirati; Link può capire l'antico linguaggio Hylian; Link indossa gli abiti che porta all'inizio della storia per tutta l'avventura, invece della tradizionale tunica verde con il cappello.
Un'altra side-quest presente in tutti gli Zelda (tranne The Legend of Zelda, Phantom Hourglass e Spirit Tracks), collezionare i Frammenti di Cuore, fa il suo ritorno. Wind Waker include anche delle Mappe del Tesoro, che sono sparse su tutto il Grande Mare. Il giocatore può trovare queste mappe e recuperarle, e poi cercare il tesoro. I tesori possono essere rupie, Frammenti di Cuore, e altre mappe come la "Mappa Octo" e la "Mappa dei Cuori d'Isola".
Wind Waker è ambientato su un mare con 49 sezioni disposte su una griglia sette per sette. Ogni sezione contiene un'isola e un gruppo di piccole isole. Quindi, una parte significativa del gioco la si passa navigando tra le isole, permettendo al gioco di mascherare i tempi di caricamento accedendo ai dati mentre il giocatore si avvicina all'isola.
Per muoversi velocemente da una zona all'altra, Link usa il Wind Waker, una bacchetta che manipola la direzione del vento con una serie di musiche. In più, il vento è spesso utile per risolvere dei rompicapo. La Foglia Deku permette a Link di azionare delle turbine o di planare per brevi distanze. Avendo il vento a favore, Link planando può coprire una distanza maggiore. Una freccia sullo schermo indica sempre dove soffia il vento.
Il gioco sfrutta anche il cavo link per collegare il Game Boy Advance a una delle porte joypad del Gamecube: ottenendo un particolare oggetto nel gioco (Il Tingle Tuner), il giocatore che utilizza il Game Boy Advance può aiutare il giocatore che controlla Link lanciando bombe nei dungeon, permettendo di camminare a mezz'aria per un breve periodo, vendendo pozioni o oggetti o segnalando punti di interesse durante la navigazione nell'oceano.

## Sviluppo

Link usa la bacchetta del vento

Quando nel 2000 vennero presentati i primi filmati delle capacità tecniche che il sistema Nintendo Gamecube avrebbe potuto raggiungere, alla Nintendo Space World venne mostrata al pubblico una Tech Demo che mostrava un agguerrito combattimento tra Ganondorf e Link con una grafica realistica, a cui è stato dato il nome di The Legend of Zelda 128, analogamente a Super Mario 128. L'anno dopo però, allo Space World 2001, è stato mostrato un nuovo Zelda con uno stile più cartoonesco e una grafica in cel-shading; Shigeru Miyamoto disse che aveva deciso di adottare questo stile per estendere Zelda a tutte le età. I modelli poligonali di Zelda 128 vennero poi riutilizzati in Super Smash Bros. Melee. All'E3 2002 Nintendo ha presentato una demo giocabile. Il 15 ottobre 2002 è stato annunciato il titolo giapponese: Legend of Zelda: Kaze no Takuto e il 2 dicembre la traduzione officiale: The Legend of Zelda: The Wind Waker

## Accoglienza
Il gioco ha venduto in totale circa 4,6 milioni di copie nel mondo ed è il quarto titolo più venduto per Gamecube. Inizialmente il gioco è stato distribuito anche in un'edizione limitata con un disco bonus contenente l'originale Ocarina of Time e un'edizione speciale del gioco per N64 chiamata Master Quest, in cui la difficoltà del gioco è maggiore e i dungeon e la disposizione degli oggetti sono modificati. Ocarina of Time-Master sarebbe quello che era precedentemente conosciuto in Giappone come Ura-Zelda ed era inizialmente previsto per il Nintendo 64DD, un lettore di dischi ottici per N64 che uscì solo in Giappone con risultati fallimentari.
Le recensioni di Wind Waker sono generalmente molto positive: la rivista Giapponese Famitsu ha dato al gioco un punteggio perfetto di 40/40, lodando le similitudini di gameplay con Ocarina of Time e il particolare stile grafico utilizzato. Anche Game Informer ha dato al gioco una valutazione 10/10 e su Gameranking il punteggio medio è 94,43%, mentre su Metacritic è 96%.
Il gioco ha comunque ricevuto qualche critica, la più comune è la troppa importanza data alla navigazione, che diventa un po' noiosa soprattutto nella parte finale del gioco, in cui viene richiesto di cercare i frammenti della Triforza in giro per l'oceano. IGN lamenta anche che dover vedere l'animazione di Link che utilizza la bacchetta per centinaia di volte durante il gioco (ogni volta che si vuole cambiare direzione del vento) è piuttosto frustrante, mentre gli scontri con i boss sono piuttosto semplicistici. IGN ha comunque dato al gioco un punteggio di 9,6 su 10, lodandone la somiglianza a Ocarina of Time.

## Remastered
Nel corso del Nintendo Direct del 23 gennaio 2013, dedicato ai giochi sviluppati da Nintendo in uscita per Wii U, il game director della saga Eiji Aonuma ha mostrato alcune immagini dell'isola Taura in HD e i modelli poligonali di Link e Dazel, annunciando che erano in corso i lavori di sviluppo di una remastered HD del gioco per Wii U. Il gioco è uscito nell'ottobre 2013, implementando l'utilizzo del Gamepad per Wii U e l'utilizzo del Miiverse per caricare messaggi e foto scattate durante la partita. È stato inoltre migliorato il comparto riguardante l'illuminazione dei corpi all'interno del gioco.